# شهرستان کورنفسکی
شهرستان کورنفسکی (به لاتین: Korenevsky District) یک شهرستان در روسیه است که در استان کورسک واقع شده‌است.